# Ests natuurhistorisch museum
Het Ests natuurhistorisch museum (Ests: Eesti Loodusmuuseum) is een natuurhistorisch museum in de Estse hoofdstad Tallinn. 
Het museum herbergt een collectie van ongeveer 330.000 voorwerpen. Deze collectie is verzameld sinds 1864, toen het bekend stond als het "provinciaal museum van Estland". Momenteel bevindt het museum zich in de oude binnenstad van Tallinn, maar er zijn ambitieuze plannen om een nieuw gebouw te construeren in Noblessner, een havengebied in Kalamaja.